# Vườn quốc gia Sør-Spitsbergen
Vườn quốc gia Sør-Spitsbergen là một vườn quốc gia nằm ở cuối phía nam của đảo Spitsbergen và quần đảo Svalbard, Na Uy. Vườn quốc gia này được mở năm 1973 và gồm Wedel Jarlsberg Land, Torell Land và Sørkapp Land. Hơn 60% diện tích vùng này là băng hà hay băng tuyết.